# Отдел „Планово-икономически“ при ЦК на БКП
Отделът „Планово-икономически“ при ЦК на БКП е помощен орган на ЦК на БКП в периода 1950–1979.

## История
С протокол № 398 от 6 ноември 1950 г. Политбюро решава вместо съществуващия дотогава „Стопански отдел“ на ЦК да се създадат два нови отдела „Промишлено-транспортен“ и „Планово-финансово-търговски“. От 26 ноември 1962 г. секторът „Търговия“ е прехвърлен към новосъздадения отдел „Търговия и транспорт“ и от януари 1963 г. отделът се нарича „Планово-финансов“. Наблюдава се от членове на Политбюро или секретар на ЦК на БКП.
Независимо че са извършвани вътрешни структурни промени, отделът не е подлаган на основни реорганизации до началото на 1984 г., когато е закрит, а функциите и задачите му са прехвърлени към новосъздадения отдел „Икономическа и научно-техническа политика“.

## Завеждащи отдела
- Сава Дълбоков
- Станка Цекова (декември 1959 – 1962)
- Добри Алексиев (1962 – 1964)
- Иван Илиев (1971 – 1973)
- Станиш Бонев (1977 – 1978)